# Nepenthes ephippiata
Nepenthes ephippiata este o specie de plante carnivore din genul Nepenthes, familia Nepenthaceae, ordinul Caryophyllales, descrisă de Danser. Conform Catalogue of Life specia Nepenthes ephippiata nu are subspecii cunoscute.